# Laska
Laska è il secondo album in studio del rapper italiano Mecna, pubblicato il 27 gennaio 2015 dalla Macro Beats. A promuovere il disco sono stati i singoli Non dovrei essere qui, Favole e Pace.

## Tracce
1. Intro – 2:03
2. Micidiale – 4:19
3. Dove sei tu – 3:46
4. Faresti con me – 3:38
5. 31/08 – 3:16
6. Male di me – 2:55
7. Pace – 4:06
8. Non dovrei essere qui – 3:42
9. Roar (feat. Patrick Benifei) – 3:35
10. Taxi – 4:39
11. Non ci sei più – 3:14
12. 09:30 (feat. Johnny Marsiglia) – 3:01
13. Favole – 3:37

## Formazione
Voce
- Mecna - voce, rap
- Johnny Marsiglia - rap (12)
- Patrick Benifei - voce (9)

Produzione
- Iamseife - produzione (1, 3, 8 e 10)
- Lvnar - produzione (3 e 8)
- Alessandro Cianci - produzione (9)
- Yakamoto Kotzuga - produzione (5)
- Fid Mella - produzione (12)
- The Ceasars - produzione (2)
- Pasta - produzione (9)
- The Night Skinny - produzione (13)
- Lazy Ants - produzione (7)
- Big Joe - produzione (6)
- Clefco - produzione (11)